# تا چند زنم به روی دریاها خشت
رباعی با مطلع "تا چند زنم به روی دریا ها خشت؟"، رباعی شماره 21 از رباعیات خیام به تصحيح قاسم غنی و محمد علی فروغی می باشد.

## شعر
تا چند زنم به روی دریاها خشت
بیزار شدم ز بت پرستان کنشت
خیام که گفت دوزخی خواهد بود
که رفت بدوزخ و که آمد ز بهشت

## درون مایه
رباعی ۲۱– کنشت عبادتگاه یهود است و با بُت پرستی مناسبت ندارد ولیکن سخن سرایان اسلامی این قسم مسامحه یا اشتباه بسیار کرده‌اند چنانکه سعدی در بوستان در حکایت بتکدهٔ سومنات چیزها گفته که مینماید که بکلّی از عقاید ارباب ادیان بیخبر بوده است. کنشت را بمعنی کلیسا و عبادتگاه کلیّه غیر مسلمانان استعمال کرده‌اند از این معنی و نوع آن که برحسب ظاهر انکار بهشت و دوزخ است در واقع مراد اینست که بزودی و آسانی نمیتوان گفت که اهل دوزخ و که اهل بهشت است و احکامی که مردمان قشری در این باب میکنند معتبر نیست چنانکه بسیار اتفاق افتاده که مردمان ظاهربین امتناع کرده‌اند که بر جنازهٔ بزرگوارانی مانند فردوسی نماز کنند یا آنها را در گورستان مسلمانان بخاک بسپرند چه بسا کسان که بظاهر گناهکارند امّا باطنشان پاک است و اهل بهشتند و عکس آن نیز بسیار است.
دانشمندان دیگر از اهل ظاهر یا باطن نیز در این باب بسیار سخن رانده‌اند آنچه بکلام خیّام بیشتر شباهت دارد بعضی از اشعار خواجه حافظ است چنانکه میفرماید:
 حکم مستوری و مستی همه بر عاقبت استکس ندانست که آخر بچه حالت برود 
آنجا که میگوید:
 برو ای زاهد خودبین که ز چشم من و تو
راز این پرده نهانست و نهان خواهد بود 
نظرش بهمین معنی است.
و جای دیگر صریح‌تر میفرماید:
 ناامیدم مکن از سابقهٔ روز ازل
تو پس پرده چه دانی که که خوبست و که زشت 